# Aussichtspunkte in Lissabon
In der portugiesischen Hauptstadt Lissabon gibt es einige bekannte Aussichtspunkte  (Miradouro). Der Begriff  bezeichnet im Portugiesischen einen Aussichtspunkt.

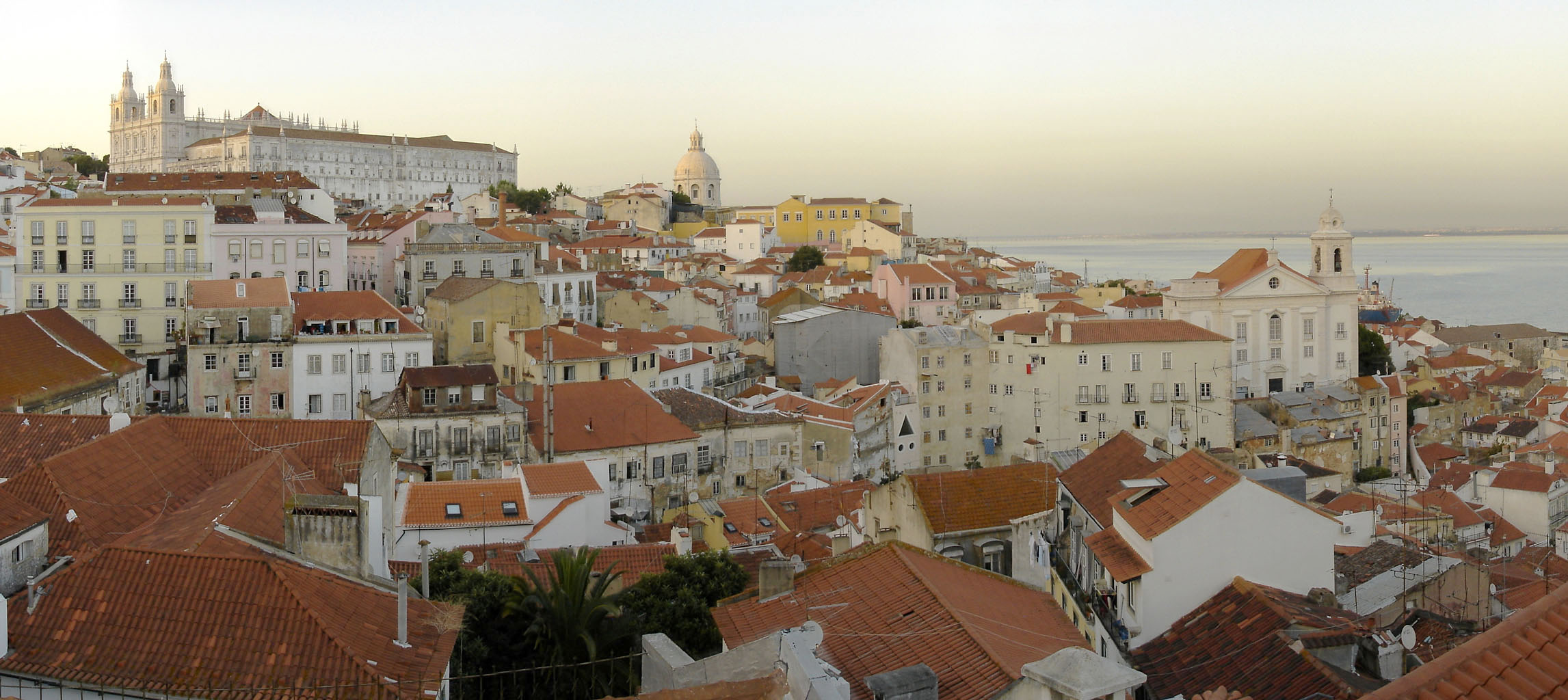
Blick vom Miradouro de Santa Luzia auf den Lissabonner Stadtteil Alfama

Die Miradouros der Hauptstadt liegen auf den Erhebungen der Stadt und geben einen Blick auf die Altstadt oder den Tejo frei. Üblicherweise sind die Miradouros auch in den Stadtplänen verzeichnet. Zu den bekannteren gehören:
- Miradouro da Igreja da Graça,
- Miradouro da Nossa Senhora do Monte,
- Castelo de São Jorge (Castelo/Burganlage),
- Miradouro de Santa Luzia,
- Miradouro de São Pedro de Alcântara und der
- Miradouro de Santa Catarina. Der Miradouro de Santa Catarina ist abends ein Anlaufpunkt für viele junge Leute, die sich dort treffen, musizieren und kleinere akrobatische Kunststücke üben und vorführen.